# Juha Tiainen
Juha Pekka Antero Tiainen (Uukuniemi, 5 dicembre 1955 – Lappeenranta, 28 aprile 2003) è stato un martellista finlandese.

## Biografia
Alle olimpiadi del 1980 giunse decimo nella disciplina, successivamente ai Giochi della XXIII Olimpiade vinse l'oro nel lancio del martello superando il tedesco Karl-Hans Riehm (medaglia d'argento) e il tedesco Klaus Ploghaus.

## Palmarès
| Anno | Manifestazione | Sede        | Evento              | Risultato | Misura  | Note |
| ---- | -------------- | ----------- | ------------------- | --------- | ------- | ---- |
| 1980 | Olimpiadi      | Mosca       | Lancio del martello | 10º       | 71,38 m |      |
| 1982 | Europei        | Atene       | Lancio del martello | 12º       | 72,12 m |      |
| 1983 | Mondiali       | Helsinki    | Lancio del martello | 9º        | 75,60 m |      |
| 1984 | Olimpiadi      | Los Angeles | Lancio del martello | Oro       | 78,08 m |      |
| 1987 | Mondiali       | Roma        | Lancio del martello | 13º       | 75,10 m |      |
| 1988 | Olimpiadi      | Seul        | Lancio del martello | 16º       | 73,74 m |      |
| 1990 | Europei        | Spalato     | Lancio del martello | 9º        | 73,70 m |      |